# 勃艮第的雷蒙多
勃艮第的雷蒙多（西班牙語：Raimundo de Borgoña，1070年—1107年5月24日），加利西亞國王，勃艮第伯爵威廉一世的第三子。

## 家庭
雷蒙多的妻子是卡斯提爾國王阿方索六世的女兒烏拉卡，兩人共有1子1女：
1. 珊莎（英语：Sancha Raimúndez）（1095年—1159年）
2. 阿方索（1105年—1157年）